# Dick Carter (Film)
Dick Carter ist eine parodistische, deutsche Stummfilm-Detektivkomödie aus dem Jahre 1916 von Rudolf Biebrach mit Käthe Dorsch und Alexander von Antalffy in gleich drei Rollen. Dieses Lustspiel galt als Satire auf den zu dieser Zeit in Deutschland populären Genres des Detektivfilms (Stuart Webbs, Joe Deebs, Harry Higgs, Rat Anheim etc.)

## Handlung
Der sympathische, aufgeweckte Heinz würde gern seine junge Cousine Ida heiraten, doch ehe er mit ihr vor den Altar treten kann, hat der angesehene Senator Hausmann noch eine Aufgabe parat. Er ist erst dann bereit, sein Einverständnis zur Eheschließung zu geben, wenn sein Neffe in einer bestimmten Zeit 10.000 Kronen verdient hat. Heinz ist nicht blöd und tut sich daraufhin mit Ida zusammen. Mit ihrer Hilfe stiehlt er vom Onkel 100.000 Kronen und macht sich aber zugleich als ein Detektiv namens Dick Carter auch auf die Suche nach dem Langfinger. Somit überführt er sich selbst, gibt das gemopste Geld dem Onkel zurück und erhält von ihm, da er sich mehr als nur 10.000 Kronen „verdient“ hat, von seinem Schwiegervater in spe, Idas Hand.

## Produktionsnotizen
Dick Carter, in Österreich bisweilen auch Dick Karter geschrieben, entstand inmitten des Ersten Weltkriegs, passierte die Zensur im Juli 1916 und wurde wohl kurz darauf in Berlins Mozartsaal uraufgeführt. Die Länge lag bei rund 1000 Meter, verteilt auf drei Akte. In Österreich-Ungarn lief der Film am 12. Januar 1917 an.

## Kritiken
Die Kinematographische Rundschau befand: „”Dick Carter“ verdient ehrlich als humoristischer Schlager qualifiziert zu werden.“
Paimann’s Filmlisten resümierte: „Stoff, Spiel und Photos sehr gut.“